# Верхній Пісінер
Верхній Пісіне́р (рос. Верхний Писинер, марій. Кӱшыл Писе) — присілок у складі Сернурського району Марій Ел, Росія. Входить до складу Марісолинського сільського поселення.

## Населення
Населення — 28 осіб (2010; 28 у 2002).
Національний склад (станом на 2002 рік):
- марі — 96 %